# Wałbrzych
Wałbrzych [vau̯bʐɨx] (tiếng Đức: Waldenburg, Séc: Valbřich hoặc Valdenburk) là một thành phố ở Dolnośląskie tây nam Ba Lan, với 121.919 người (tháng 6 năm 2009). Từ 1975-1998 nó là thủ phủ của tỉnh Wałbrzych, hiện nay thành phố này là thủ phủ hạt Wałbrzych. Wałbrzych hiện là thành phố lớn nhất ở Ba Lan mà không tự nó tạo thành một quận riêng biệt (powiat), có bỏ rằng tình trạng trong năm 2003 (thị xã lớn nhất như vậy tiếp theo là Inowrocław, dân số 77.313). Wałbrzych có cự ly khoảng 70 km (43,5 dặm) về phía tây nam của Wrocław, và khoảng 10 km từ biên giới Séc.